# Томишља
Томишља је насељено мјесто у општини Калиновик, Република Српска, БиХ. Према попису становништва из 1991. у насељу је живјело 28 становника. По попису становништва из 2013. у насељу је живјело 2 становника.

## Географија
Насеље се налази у кањону Неретве у јужном дијелу Општине Калиновик.

## Становништво
| Демографија | Демографија | Демографија |
| Година      | Становника  | Становника  |
| ----------- | ----------- | ----------- |
| 1961.       | 122         |             |
| 1971.       | 110         |             |
| 1981.       | 34          |             |
| 1991.       | 28          |             |
| 2013.       | 2           |             |